# Carl Jakob Sundevall

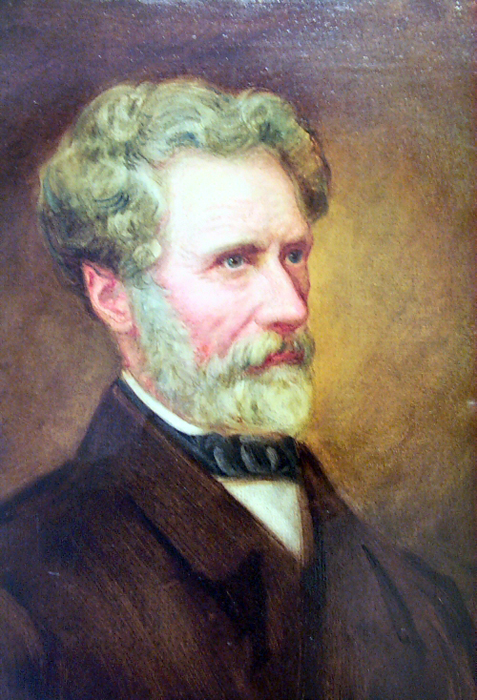
Carl Jakob Sundevall

Carl Jakob Sundevall (* 22. Oktober 1801 auf Gut Högestad, Gemeinde Ystad; † 2. Februar 1875 in Stockholm) war ein schwedischer Zoologe.

## Leben
Nach seinem Studium an der Universität Lund, das er 1823 als Doktor der Philosophie abschloss, reiste Sundevall nach Ostasien. Danach studierte er Medizin und wurde 1830 Doktor in diesem Wissenschaftsbereich. Von 1830 bis 1831 stand er der Professur in Naturgeschichte in Lund vor und bekleidete 1834 das Amt des Adjunkts in Wirtschaft sowie des Intendenten am Zoologischen Institut der Universität Lund. Hier stand er der Professur 1836 vor. Schon 1831 und von 1833 bis 1834 arbeitete Sundevall am Naturhistoriska riksmuseet, wo er schließlich zwischen 1839 und 1871 als Professor für den Bereich der Wirbeltiere verantwortlich war. Eines seiner Werke war Svenska foglarne, das über 200 schwedische Vogelarten beschrieb. Er klassifizierte auch eine Reihe von Vögeln, die der Sammler Johan August Wahlberg aus dem Süden Afrikas mitbrachte. Zwischenzeitlich nahm Sundevall 1839 an einer französischen Expedition nach Spitzbergen teil. Er war Mitglied verschiedener Wissenschaftsorganisationen: Der Königlich Schwedischen Akademie der Wissenschaften, der Königlich Schwedischen Akademie für Forst- und Landwirtschaft, der Königlichen Physiographischen Gesellschaft in Lund, der Königlichen Wissenschafts- und Literaturgesellschaft in Göteborg, der Königlichen Gesellschaft der Wissenschaften in Uppsala, der Preußischen Akademie der Wissenschaften sowie der Russischen Akademie der Wissenschaften.

## Dedikationsnamen
Andrew Smith widmete ihm 1848 die Südafrikanische Strumpfbandnatter (Elapsoidea sundevallii), 1849 die die Sundevall-Schaufelnasennatter (Prosymna sundevalli ) und den Mosambik-Schlankskink (Mochlus sundevalli) sowie Georg Jan 1862 die Sundevall-Schlankblindschlange (Tricheilostoma sundewalli).
Anton Reichenow  benannte 1877 die Mangrovereiher-Unterart (Butorides striata sundevalli) und Gustav Hartlaub 1865 die Oranjebrillenvogel-Unterart (Zosterops pallidus sundevalli) zu seinen Ehren.
Euplectes sundevalli Bonaparte, 1850 wird heute als Synonym zum Oryxweber (Euplectes orix (Linnaeus, 1758)), Globicera sundevalli Bonaparte, 1857 ein Synonym für die Tongafruchttaube (Ducula pacifica (Gmelin, JF, 1789)), Camaroptera sundevalli Sharpe, RB, 1882 als Synonym zur Grünmantel-Bogenflügel-Unterart (Camaroptera brachyura brevicaudata (Cretzschmar, PJ 1830)), Certhiola sundevalli Ridgway, 1885 als Synonym der Zuckervogel-Unterart (Coereba flaveola bartholemica (Sparrman, 1788)), Parus sundevalli Giebel, 1877 ein Synonym zur Kapbeutelmeise (Anthoscopus minutus (Shaw, 1812)) betrachtet.

## Werke
- Lärobok i zoologien, 1835.
- Handatlas till lärobok i zoologien, 1843.
- Methodisk öfversigt af idislande djuren, Linnés Pecora (Methodische Übersicht wiederkäuender Tiere, Linnés Pecora), 1844–1845.
- Conspectus avium picinarum, 1866.
- Methodi naturalis avium disponendarum tentamen, 1872.